# Roccabascerana
Roccabascerana é uma comuna italiana da região da Campania, província de Avellino, com cerca de 2.335 habitantes. Estende-se por uma área de 12 km², tendo uma densidade populacional de 195 hab/km². Faz fronteira com Arpaise (BN), Ceppaloni (BN), Montesarchio (BN), Pannarano (BN), Pietrastornina, San Martino Valle Caudina.

## Demografia
| Variação demográfica do município entre 1861 e 2011                               |
|                                                                                   |
| Fonte: Istituto Nazionale di Statistica (ISTAT) - Elaboração gráfica da Wikipedia |